# 세실 오브리
세실 오브리(Cécile Aubry, 1928년 8월 3일 ~ 2010년 7월 19일)는 프랑스의 배우이자 작가이다.

## 출연 작품
- 마농 (1949)